# 酪酸発酵
酪酸発酵(らくさんはっこう、(英: butyric acid fermentation)とは発酵の一種。

## 概要
炭水化物や乳酸から酪酸や二酸化炭素、水素、酢酸などを生成する発酵。クロストリジウム属などの酪酸菌が嫌気的に行い、発酵の経路では解糖系を通る。なお、発酵時に用いられる菌の種類により他にアセトン、ブタノール、エタノール、イソプロピルアルコールなどを生じることもあり、特にアセトンおよびブタノールを多量に生じさせる発酵をアセトンブタノール発酵という。よくチーズの製造に利用される。

## 参考資料
- 生物事典(旺文社)
- 岩波生物学事典(岩波書店)